# Lucas Sinclair
Lucas Charles Sinclair je fiktivní postava z amerického seriálu Stranger Things vyrobeného společností Netflix. Postavu Lucase ztvárňuje americký herec Caleb McLaughlin, vytvořena byla bratry Dufferovými.

## Život
Lucas je nejlepší přítel Mikea Wheelera, Dustina Hendersona a Willa Byerse a starší bratr Ericy.
Poté, co se Will ztratí, Lucas se se svými přáteli se vydá najít svého ztraceného přítele. Při hledání narazí mladou dívku s oholenými vlasy. Chlapci ji přivedou k Mikeovi domů a začnou jí říkat Jedenáctka (či zkráceně El; podle vytetovaného čísla 011 na pravé ruce). El klukům pomáhá najít Willa pomocí svých nadpřirozených schopností. Lucas je zpočátku vůči Jedenáctce ostražitý, ale později se s ní spřátelí.
Ve druhé řadě se zamiluje do Max Mayfieldové, která se později stane jeho přítelkyní. Na obranu před nebezpečím používá prak. V první a druhé řadě je prak použit zejména jako komediální prvek, ve třetí řadě je však skutečně použit k záchraně skupiny přátel před nebezpečím.

## Ocenění
V roce 2018 získal Caleb McLaughlin ocenění NAACP Image Awards za ztvárnění postavy Lucase Sinclaira v kategorii nejlepší mladý herec. S ostatními představiteli hlavních postav získal cenu za „nejlepší obsazení dramatického seriálu“ na Screen Actors Guild Awards.
Web TVLine označil Caleba McLaughlina za jeho výkon v devátém díle čtvrté série „Kapitola devátá: Hon na Vecnu“ jako „Performera týdne“.